# Ash-Shawadhana-moskee
De Ash-Shawadhana-moskee is een oude moskee in de stad Nizwa in Oman.
Het huidige moskeegebouw dateert uit de 16e eeuw. De inrichting met twee gebedsnissen duidt op een vroegere oorsprong. Eén van deze rijkelijk versierde nissen wijst naar Mekka, de andere naar Jeruzalem. Vroeger was de gebedsrichting voor de moslims richting Jeruzalem. De plattegrond van de moskee gaat waarschijnlijk terug naar een eerder gebouw uit de 7e eeuw in het vroege islamitische tijdperk.